# Lars Gabriel Branting
Lars Gabriel Branting, född 16 juli 1799 i Grödinge, död 27 mars 1881 i Stockholm, var en svensk gymnast och professor.
Branting var son till kamreraren i överståthållarämbetet Jakob Branting (1757–1816; en kusin och namne till den genom Esaias Tegnér bekante kronofogden Jacob Branting) och dennes hustru Anna Brita Löndahl. Han var i ungdomen klen och sjuklig, varför han 1813 ordinerades "gymnastikbehandling" vid det av Pehr Henrik Ling grundade Gymnastiska centralinstitutet i Stockholm. Behandlingen var inte bara framgångsrik utan innebar också att Branting väckte Lings uppmärksamhet genom sin livlighet och sitt "rörelsesinne". Som följd härav antogs han vid 17 års ålder som Lings biträde. Efter några få år blev han även använd som biträdande lärare i gymnastik och fäktning vid Karlberg. För att även förvärva sakkunskap i olika till gymnastiken kopplade teoretiska ämnen (anatomi, fysiologi med mera) fick han på Lings förord tillstånd att under några år studera vid Karolinska institutet och Serafimerlasarettet. 
Branting utnämndes 1839 på den döende Lings förord till dennes efterträdare såsom föreståndare för Gymnastiska centralinstitutet, och han kom att inneha denna befattning till 1862. År 1837 fick han professorstitel. 
Om Brantings gärning som gymnastisk teoretiker och praktiker skriver Nordisk Familjebok bland annat:
B:s lifsgärning är egentligen sjukgymnastikens närmare utveckling. [- - -] I det tekniska ansågs han öfverdrifva noggrannheten. Emellertid utredde han tydligare än Ling den länge och ifrigt bestridda grundläran för hela gymnastiken, att många aktiva och passiva rörelser hafva en framstående "specifik" verkan, att den bestämmande principen för valet och för rörelsernas indelning icke hvilar på yttre, godtycklig schematisering, icke på redskap, ej heller på ledernas förmåga af flera eller färre "kombinationer", icke ens på "muskellifvet" ensamt o. s. v., utan förnämligast på utvägarna att verka "genom kärl och nerver", medelbart eller omedelbart, tillförande eller frånförande, aktivt eller passivt.
Också i modern tid har Branting erkänts som "den person som förmodligen gjorde mest för att göra sjukgymnastiken erkänd som en egen vetenskap".
Utöver sin yrkesgärning var Branting även musikaliskt verksam och komponerade sånger i strängt polyfon stil, bland annat tonsättningar av texter av Erik Johan Stagnelius och läromästaren Ling. Han var också valthornist. Branting invaldes som ledamot nummer 378 (andra klassen) av Kungliga Musikaliska Akademien den 15 februari 1861.
Lars Gabriel Branting var 1839–1869 och från 1873 gift med Emma af Georgii. De blev föräldrar till Hjalmar Branting.